# Wheelwright (Kentucky)
Wheelwright és una població dels Estats Units a l'estat de Kentucky. Segons el cens del 2000 tenia 1.042 habitants.

## Demografia
Segons el cens del 2000, Wheelwright tenia 1.042 habitants, 203 habitatges, i 146 famílies. La densitat de població era de 231,2 habitants/km².
Dels 203 habitatges en un 36% hi vivien nens de menys de 18 anys, en un 53,7% hi vivien parelles casades, en un 16,3% dones solteres, i en un 27,6% no eren unitats familiars. En el 26,1% dels habitatges hi vivien persones soles el 10,3% de les quals corresponia a persones de 65 anys o més que vivien soles. El nombre mitjà de persones vivint en cada habitatge era de 2,53 i el nombre mitjà de persones que vivien en cada família era de 3,08.
Per edats la població es repartia de la següent manera: un 13,7% tenia menys de 18 anys, un 22,7% entre 18 i 24, un 43,4% entre 25 i 44, un 13,6% de 45 a 60 i un 6,5% 65 anys o més.
L'edat mediana era de 29 anys. Per cada 100 dones de 18 o més anys hi havia 330,1 homes.
La renda mediana per habitatge era de 14.808 $ i la renda mediana per família de 20.625 $. Els homes tenien una renda mediana de 30.625 $ mentre que les dones 16.563 $. La renda per capita de la població era de 5.367 $. Entorn del 36,8% de les famílies i el 40% de la població estaven per davall del llindar de pobresa.

## Poblacions més properes
El següent diagrama mostra les poblacions més properes.